# Jorapokhar
Jorapokhar là một thị trấn thống kê (census town) của quận Dhanbad thuộc bang Jharkhand, Ấn Độ.

## Nhân khẩu
Theo điều tra dân số năm 2001 của Ấn Độ, Jorapokhar có dân số 85.218 người. Phái nam chiếm 54% tổng số dân và phái nữ chiếm 46%. Jorapokhar có tỷ lệ 65% biết đọc biết viết, cao hơn tỷ lệ trung bình toàn quốc là 59,5%: tỷ lệ cho phái nam là 74%, và tỷ lệ cho phái nữ là 55%. Tại Jorapokhar, 14% dân số nhỏ hơn 6 tuổi.